# Basilodes aurata
Basilodes aurata är en fjärilsart som beskrevs av William Schaus 1911. Basilodes aurata ingår i släktet Basilodes och familjen nattflyn. Inga underarter finns listade i Catalogue of Life.